# Acantheurytoma albitarsis
Acantheurytoma albitarsis är en stekelart som först beskrevs av Victor Ivanovitsch Motschulsky 1863.  Acantheurytoma albitarsis ingår i släktet Acantheurytoma och familjen kragglanssteklar. Inga underarter finns listade i Catalogue of Life.